# Vireó capgrís
El vireó capgrís (Hylophilus pectoralis) és una espècie d'ocell pertanyent a la família dels vireònids (Vireonidae). Habita la selva humida, boscos, ciutats i manglars de les terres baixes de l'est de Veneçuela, Guaiana, nord de Bolívia i Amazònia i Brasil central.